# Ганс Фехтер
Ганс Фехтер (нім. Hans Fechter; 26 травня 1885, Ельбінг — 4 липня 1955, Берлін) — німецький військово-морський діяч, адмірал інженерної служби запасу крігсмаріне (31 грудня 1939).

## Біографія
1 жовтня 1905 року вступив на службу в 2-у кораблебудівну дивізію. Потім служив інженером на різних кораблях і міноносцях. З 30 жовтня 1913 року — військово-морський інженер. Учасник Першої світової війни. З 3 листопада 1914 по 18 січня 1917 року — головний інженер підводного човна U-35, з 18 серпня по 19 вересня 1917 і з 18 травня по 24 листопада 1918 року — U-139. Після демобілізації армії залишений на флоті. Закінчив Вищу технічну школу в Берліні (1921). З 1921 року служив інженером в Управлінні морської оборони, в штабі командування флотом. В лютому-жовтні 1925 року спостерігав за будівництвом крейсера «Емден» на верфях Вільгельмсгафена. З 15 жовтня 1925 по 20 листопада 1928 року — головний інженер крейсера «Емден». В 1929-31 роках — член Випробувального комітету. З 19 червня 1931 року — інженер військово-морської станції «Нордзе». 30 вересня 1933 року призначений головним інженером діючого флоту. З 1 жовтня 1935 року — інспектор корабельних машин. 31 грудня 1939 року вийшов у відставку. Наступного дня зарахований на дійсну службу, але вже ніяких посад не займав.

## Нагороди
- Залізний хрест 2-го і 1-го класу
- Військова медаль (Османська імперія)
- Срібна медаль «Ліакат» з шаблями (Османська імперія)
- Золотий хрест «За цивільні заслуги» (Австро-Угорщина) з короною
- Королівський орден дому Гогенцоллернів, лицарський хрест з мечами (9 квітня 1917)
- Нагрудний знак підводника (1918)
- Почесний хрест ветерана війни з мечами
- Медаль «За вислугу років у Вермахті» 4-го, 3-го, 2-го і 1-го класу (25 років; 2 жовтня 1936)